# Советинский район
Советинский район — административно-территориальная единица, существовавшая в РСФСР.
Административный центр —  слобода Советка.

## История
Дата создания Советинского района 07.03.1923, образован он из Советинской волости.
Входил в состав Таганрогского округа Донецкой губернии УССР.
В 1925 году район был возвращен России.
Впоследствии Советинский район был упразднён и его территория вошла в Неклиновский район Ростовской области.